# Øvrenuten
Øvrenuten är en bergstopp i Antarktis. Den ligger i Östantarktis. Australien gör anspråk på området. Toppen på Øvrenuten är 1 115 meter över havet.
Terrängen runt Øvrenuten är platt åt nordost, men åt sydväst är den kuperad. Terrängen runt Øvrenuten sluttar brant österut. Trakten är obefolkad. Det finns inga samhällen i närheten.